# 圖爾維瑟峰

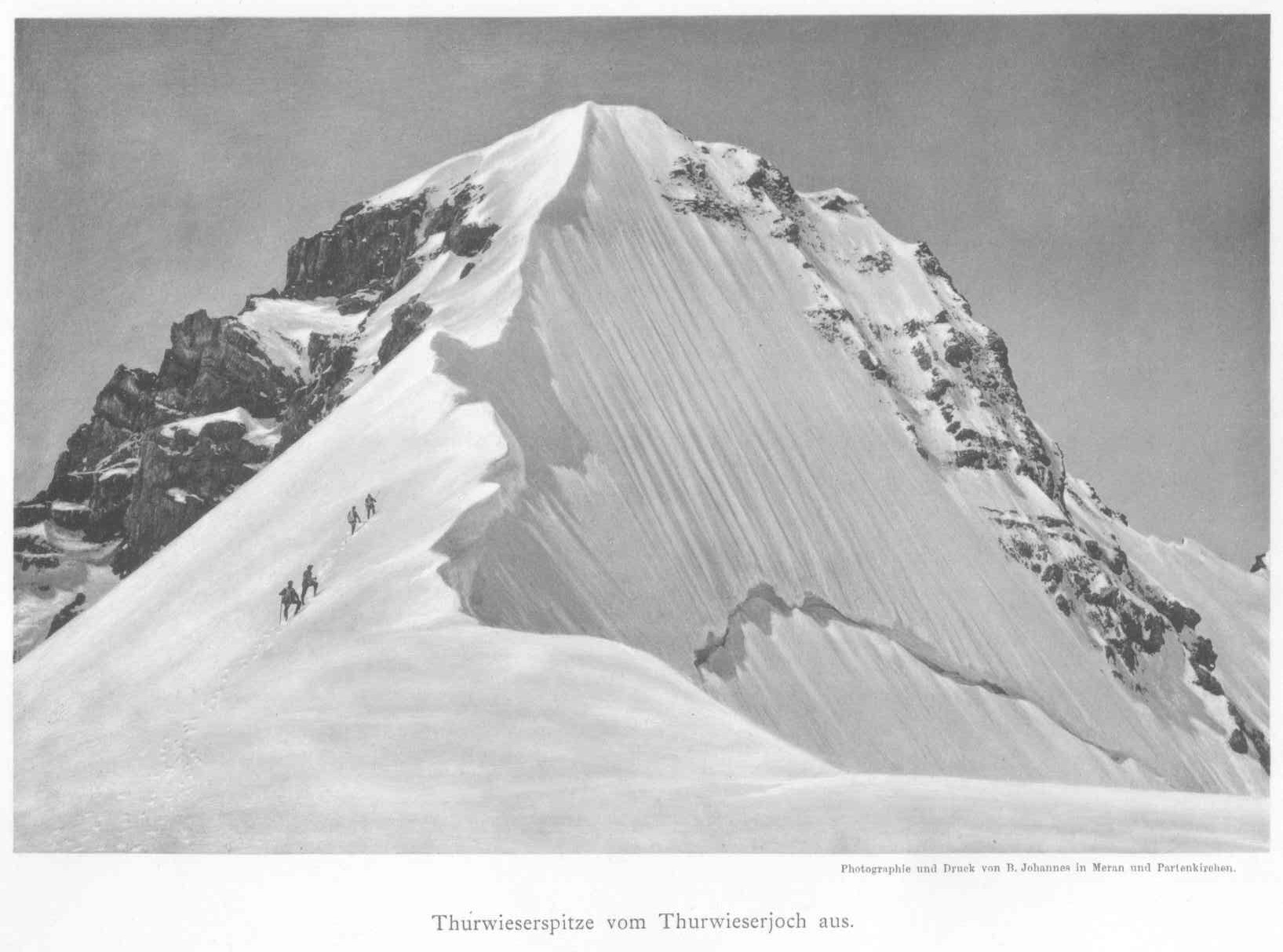

46°29′45″N 10°31′28″E / 46.49583°N 10.52444°E
圖爾維瑟峰（德語：Thurwieserspitze）是意大利的山峰，位於該國北部，處於博爾扎諾-南蒂羅爾自治省和松德里奧省接壤的邊界，屬於奥特莱斯山的一部分，海拔高度3,652米，人類在1869年8月20日首次登頂。